# Centrale Noordzeeslenk

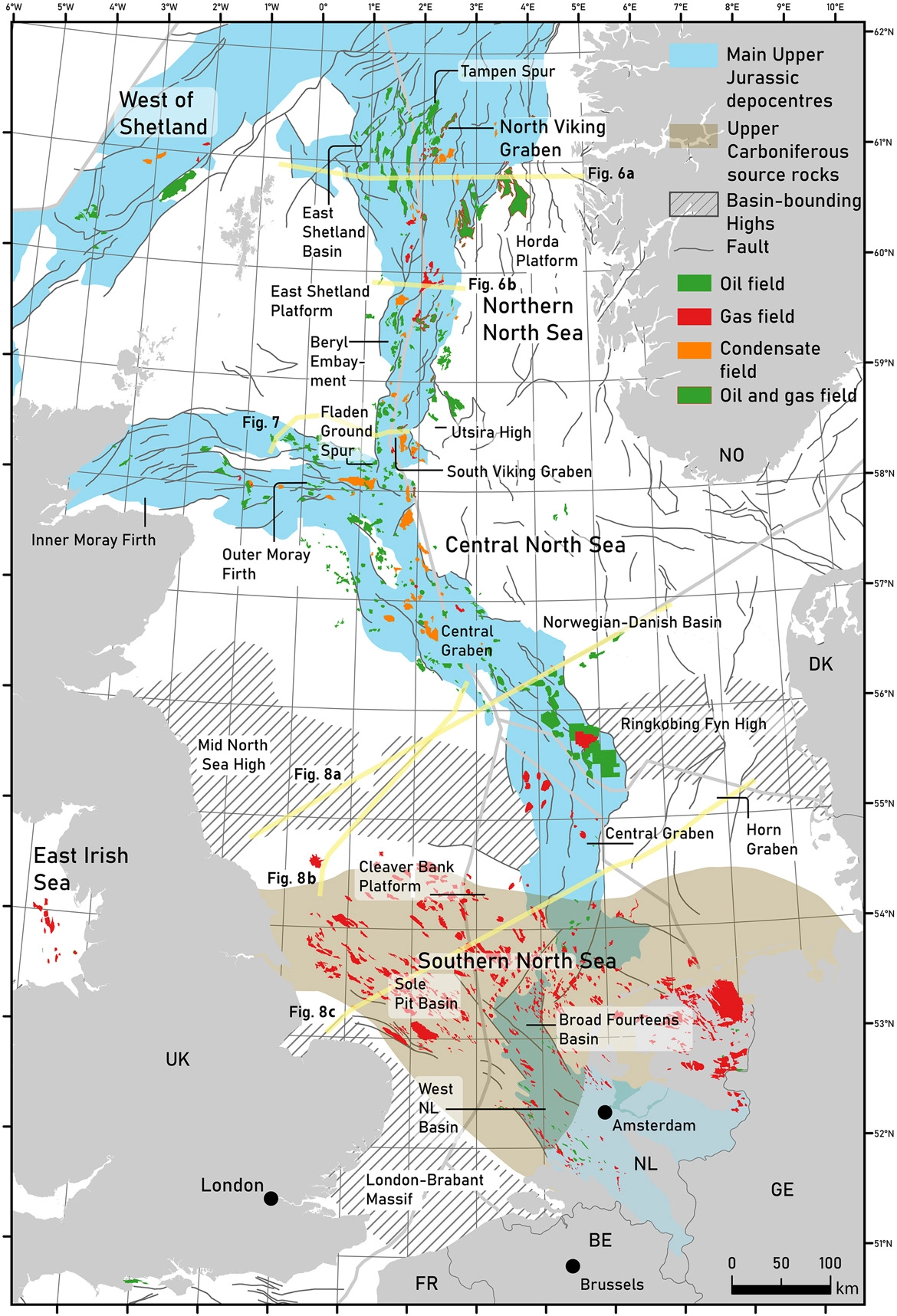

De Centrale Noordzeeslenk is een noord-zuid gerichte slenk in de Noordzee, en een van de meest dominante geologische structuren in de Noordzee. De zuidelijkste punt ligt net ten noorden van Nederland en ze loopt door tot aan Schotland.
De slenk wordt ook wel Centrale Slenk genoemd, wat afgeraden wordt vanwege mogelijke verwarring met de Roerdalslenk, die in oudere literatuur vaak ook als Centrale Slenk wordt aangeduid.
De Centrale Noordzeeslenk bevat de belangrijkste oliereserves op Nederlands grondgebied.